# Las Limas, Chenalhó
Las Limas är en ort i Mexiko.   Den ligger i kommunen Chenalhó och delstaten Chiapas, i den sydöstra delen av landet, 700 km öster om huvudstaden Mexico City. Las Limas ligger 1 329 meter över havet och antalet invånare är 486.
Terrängen runt Las Limas är kuperad åt sydost, men åt nordväst är den bergig. Runt Las Limas är det ganska tätbefolkat, med 134 invånare per kvadratkilometer. Närmaste större samhälle är Pantelhó, 14,2 km öster om Las Limas. Omgivningarna runt Las Limas är en mosaik av jordbruksmark och naturlig växtlighet.